# 성주 동원리 반송과 도래솔 군락
성주 동원리 반송과 도래솔 군락은 대한민국 경상북도 성주군 가천면 동원리에 있다. 2012년 4월 9일 경상북도의 기념물 제169호로 지정되었다.

## 개요
반송은 조선중기 사재감첨정(司宰監僉正)을 지낸 둔암(遯庵) 이언부(李彦富, 1539~1596)가 임진왜란을 피해 이곳 낭금에 우거(寓居)하게 되면서 새로 건립한 집 앞에 심은 것에서 유래하고 있다. 이언부가 처음 나무를 심을 때는 원래 가지가 18개 달린 18지송(枝松)이었으나 오랜 세월을 견디면서 태풍과 바람, 병충해 등으로 인해 현재 가지가 10개 달린 10지송이며, 남아 있는 가지는 힘차게 뻗어 반송의 전형적인 모습인 반원형을 하고 있다.
또한 도래솔은 반송 소유 중종 선조의 묘소를 둘러싼 8그루의 소나무로서 수형이 양호하고 생장상태가 좋아 묘지를 보호하고 속기(俗氣)를 물리치는 힘을 갖도록 염원하며 조성한 것으로 정성된 효심이 발현된 우리의 전통을 잘 보여주고 있는 소나무 군락이다.
반송을 식수한 이언부는 본관이 성산(星山)으로 자는 화일(華一), 호는 둔암으로 벼슬이 사재감첨정에 이르렀다. 임진왜란이 일어나자 난을 피하여 원래 살고 있던 안동 일직에서 처자식을 이끌고 본향인 성주 가야산 북록의 구수동(九水洞)에 이거(移居) 하였으며, 3년 후 그 건너편 낭금산 아래로 다시 이거하여 평생을 보내었다고 한다. 반송의 북서쪽에 위치한 경모재(敬慕齋)는 이언부를 추모하는 재실로 1869년에 창건되었으며, 풍우로 퇴락하여 1913년에 중건(重建)한 바 있다. 또한 재실의 남동쪽으로 조금 떨어진 곳에는 이언부가 의복관대를 정제하고 왕의 건강과 평안을 기원하며 하루같이 4배를 올렸던 곳이 있으며, 이로부터 고개를 망배현(望拜峴)이라 부르고 있다.

## 참고 문헌
- 성주 동원리 반송과 도래솔 군락 - 국가유산청 국가유산포털